# Bruce Dickinson
Bruce Dickinson, właściwie Paul Bruce Dickinson (ur. 7 sierpnia 1958 w Worksop w Anglii) – wokalista heavymetalowego zespołu Iron Maiden. Do 1982 znany jako Bruce Bruce.
W 2006 piosenkarz został sklasyfikowany na 7. miejscu listy 100 najlepszych wokalistów wszech czasów według Hit Parader. Z kolei w 2009 został sklasyfikowany na 2. miejscu listy 50 najlepszych heavymetalowych frontmanów wszech czasów według Roadrunner Records. Do końca 2023 albumy grupy Iron Maiden nagrane z udziałem Dickinsona sprzedały się w około 110 mln egzemplarzy.
Muzyk jest byłym mężem Paddy Dickinson, z którą ma trójkę dzieci – Austin, Griffin i Kia. Rozstali się w listopadzie 2019.

## Życiorys
Dickinson posługuje się swoim drugim imieniem, ponieważ od dzieciństwa wszyscy mówili na niego właśnie Bruce.
Dickinson przyszedł na świat, gdy jego rodzice byli jeszcze nastolatkami. Początkowo matka próbowała usunąć ciążę, jednak aborcja nie powiodła się (to wydarzenie było natchnieniem dla płyty „Accident of Birth”). Po narodzinach, matka zaczęła pracować w sklepie obuwniczym, a ojciec został mechanikiem w wojsku. Od wczesnej młodości Bruce Dickinson wychowywany był głównie przez dziadka ze strony matki.
W szkole Bruce miał wiele problemów, więc rodzice postanowili go przenieść do placówki z internatem. Tam po raz pierwszy zetknął się z muzyką rockową. Zaczął słuchać takich wykonawców jak Deep Purple (jest to jego ulubiony zespół), Van der Graaf Generator, Arthur Brown, Jethro Tull, czy Emerson, Lake and Palmer. Od tego momentu jego marzeniem było zostanie profesjonalnym muzykiem. Na początku Dickinson chciał być perkusistą, jednak wkrótce poczuł, że jego przeznaczeniem jest śpiew. Doświadczenie na scenie dały mu szkolne grupy, takie jak Styx, Speed, czy Shots. Ze Speed Dickinson nagrał nawet singel Man in the Street. Było to jedyne wydanie w historii grupy, w dodatku opublikowane już po odejściu głównego wokalisty.
Pierwszym poważnym zespołem Dickinsona był Samson, gdzie nazywano go Bruce Bruce. Zespół był wymieniany jako jeden z najważniejszych zespołów Nowej Fali Brytyjskiego Heavy Metalu (ang. New Wave of British Heavy Metal – NWOBHM). Dickinson nagrał z Samsonem dwa albumy – Head On w 1980 i Shock Tactics w 1981. Pseudonim wokalisty widnieje także na okładce płyty Survivors z 1979, lecz w rzeczywistości Dickinson nie brał udziału w jej nagraniu.
Klimat w zespole Samson pozostawiał wiele do życzenia – chodziło m.in. o duże ilości narkotyków, którymi Bruce się brzydził. Wtedy skontaktował się z Dickinsonem Steve Harris – basista i lider zespołu Iron Maiden. Zaproponował mu zajęcie miejsca Paula Di’Anno, wokalisty z którym nagrali 2 poprzednie płyty. Dickinson zgodził się bez dłuższego namysłu, jako że już wcześniej planował odejście z Samsona i chętnie widział siebie wtedy jako członka zespołu Iron Maiden.

Obserwowałem ich, byli dobrzy, naprawdę cholernie dobrzy. Pamiętam, pomyślałem wtedy, że chciałbym do nich należeć. A raczej, że będę do nich należeć. Wiem, że będę. Nie próbowałem nawet znaleźć drogi dojścia do nich, po prostu czułem, że to nieuniknione. Myślałem sobie czego mógłbym z nimi dokonać, ponieważ zawsze byłem wiernym fanem Purpli, a Maideni jawili mi się jako drugie Deep Purple - nie tacy sami w sensie muzycznym, ale wywoływali podobny dreszcz emocji. Pomyślałem, że to właśnie z nimi powinienem grać, nie z Samsonem.

Już po pierwszym albumie nagranym z Dickinsonem w 1982, The Number of the Beast, zespół zyskał sporą popularność, a wokaliście nadano przydomek „Syreny Alarmowej”.

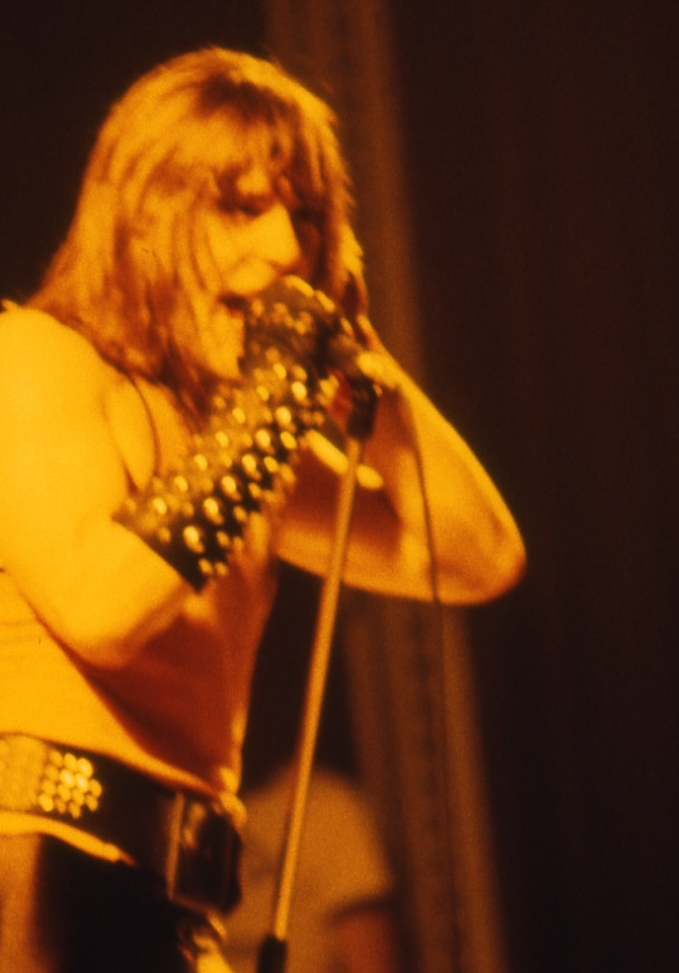
Bruce Dickinson, 1982

Po 10 latach spędzonych wspólnie z Iron Maiden, Dickinson zaczął na poważnie myśleć o karierze solowej. Jeszcze podczas pobytu w zespole wydał 2 albumy (z późniejszym gitarzystą Maiden – Janickiem Gersem), które jednak nie odniosły wielkiego sukcesu. Mimo to, w 1993, po nagraniu albumu Fear of the Dark, Bruce Dickinson opuścił szeregi Iron Maiden, a jego miejsce zajął Blaze Bayley, grający wcześniej w formacji Wolfsbane.
W latach 90. Dickinson oddał się rozwijaniu swoich licznych pasji – m.in. szermierce i nauce pilotażu. Napisał także kilka książek i scenariuszy – najsławniejsza książka to „Przygody Lorda Ślizgacza” (The Adventures of Lord Iffy Boatrace). Po krótkim czasie powrócił do tworzenia muzyki – wydał dwa solowe, uznane, albumy metalowe: Accident of Birth i The Chemical Wedding (z byłym gitarzystą Maiden – Adrianem Smithem). Wydanie płyt połączono z koncertami uwieńczonymi nagraniem koncertowej płyty Scream for Me Brazil.
W grudniu 1994 zagrał koncert w oblężonym Sarajewie. 24 lata później został za to wyróżniony tytułem honorowego obywatela miasta.
Na początku 1999, do Dickinsona dotarła informacja o tym, że jego były zespół jest na granicy rozpadu z powodu braku wokalisty. Przyczyną tego były problemy głosowe ówczesnego wokalisty zespołu. Rod Smallwood – menedżer Iron Maiden – dowiedział się, że Dickinson rozważa powrót, więc postanowił z nim o tym porozmawiać. Dickinson zgodził się, ale postawił jeden warunek – Adrian Smith miał wrócić razem z nim. Zespół obawiał się wyzwania, jakie stanowiło przyjęcie trzeciego gitarzysty, jednak szybko okazało się, że nie stwarza to problemów. Zespół wraz z Dickinsonem powrócił na wyżyny swojej popularności w 2000, po wydaniu albumu Brave New World.
W tym samym roku Bruce Dickinson wystąpił gościnnie na płycie Resurrection solowego projektu Roba Halforda (wokalisty Judas Priest) – HALFORD. Wokalista zaśpiewał z Halfordem utwór „The One You Love To Hate”.
W 2005 ukazała się kolejna solowa płyta Dickinsona, Tyranny of Souls. Singel "Afterglow of Rangnarok" pilotował siódmy studyjny album artysty, zatytułowany The Mandrake Project. Dickinson ogłosił trasę koncertową promującą wydawnictwo. Przypadała ona na okres kwiecień – lipiec 2024 i obejmowała Wielka Brytanię, Europę oraz Amerykę Południową.

### Zespół Bruce’a Dickinsona
- Roy Z – gitara (1992-1995, od 1997), gitara basowa (2005)
- Andy Carr – gitara basowa (1989-1992)
- Fabio DelRio – perkusja (1989-1990)
- Janick Gers – gitara (1989-1992)
- Dickie Fliszar – perkusja (1990-1992)
- Eddie Casillas – gitara basowa (1992-1995, 1997-1999)
- Dave Ingraham – perkusja (1992-1995, 1997-1999)
- Chris Dale – gitara basowa (1995-1997)
- Alessandro „Alex” Elena – perkusja (1995-1997)
- Alex Dickson – gitara (1995-1997)
- Adrian Smith – gitara (1997-1999)

Muzycy koncertowi
- The Guru – gitara (1998)
- Chris Dale – gitara basowa (2002)
- Robin Guy – perkusja(2002)
- Pete „Freezin” Friesen – gitara (2002)
- Alex Dickson – gitara (2002)

## Działalność pozamuzyczna
Oprócz kariery wokalnej, Bruce Dickinson był także prezenterem radiowym i telewizyjnym – wystąpił m.in. w kilku programach na kanale Discovery, a także prowadził własną, autorską audycję w radiu BBC.
Bruce Dickinson, w chwilach wolnych od koncertowania z Iron Maiden, pracuje jako etatowy pilot 230-miejscowych samolotów pasażerskich Boeing 757 w brytyjskich liniach lotniczych Astraeus Airlines (Astraeus). Kapitan Dickinson gościł w Polsce 24 grudnia 2007 – przyleciał na podkrakowskie lotnisko Balice rejsem British Airways.
Dickinson ma na swoim koncie epizodyczną rolę wokalisty w filmie Demon (1981). Nie uczestniczył jednak w zdjęciach, a jedynie wykorzystano fragmenty nagrania zarejestrowanego wcześniej przez grupę Samson – Biceps of Steel. Muzyk pojawił się także gościnnie w serialu The Paradise Club.
W 2000 Dickinson ukończył pisanie scenariusza do filmu Chemical Wedding w reżyserii Juliana Doyle’a. Wystąpił w filmie jako odźwierny. Premiera filmu odbyła się 30 maja 2008.
Od połowy 2012 współzałożyciel i właściciel firmy Cardiff Aviation zajmującej się serwisowaniem samolotów pasażerskich. Począwszy od 2011 artysta udziela się jako prelegent – specjalista od marketingu w biznesie, na różnego rodzaju konwentach biznesowych w różnych miejscach świata. 17 listopada 2016 wystąpił jako gość specjalny Kongresu 590 w podkarpackiej Jasionce. Impreza zgromadziła ponad 2000 przedstawicieli świata biznesu, w tym przedstawicieli polskiego rządu, wśród nich znaleźli się: Prezydent RP Andrzej Duda, Premier Beata Szydło oraz wicepremier Mateusz Morawiecki.

## Nagrody, wyróżnienia, tytuły
Na przestrzeni kilkudziesięciu lat kariery, Bruce Dickinson odnosił sukcesy na wielu płaszczyznach działalności muzycznej, managerskiej, estradowej, sportowej, naukowej, literackiej, filmowej żeby wymienić tylko te najważniejsze. Jako frontman jednego z największych zespołów metalowych w historii (Iron Maiden) został laureatem niezliczonych wyróżnień, zaś jego działalność indywidualna została uhonorowana rozmaitymi nagrodami oraz tytułami. Niniejsze zestawienie przynosi wybór najważniejszych wyróżnień, które przypadły w udziale frontmanowi Iron Maiden.

ASTRAEUS Airlines Capitan
- 2007: Astraeus Capitan Title – Bruce Dickinson, Iron Maiden[10]
- 2010: Dyrektor Marketingu ASTRAEUS[10]

BBC Radio Awards
- 2002: Best Music DJ – Sony Award for Bruce Dickinson (Iron Maiden)[11]
- 2006: Best Rock Programm – Monsters of Rock with Bruce Dickinson (Iron Maiden)[12]
- 2008: Golden Rock Mike – Bruce Dickinson (Iron Maiden)[12]
- 2010: Best Author’s Programm – BBC Radio 6 Music with Bruce Dickinson (Iron Maiden)[12]

Bogota International Airport
- 2009: Honorary Capitan Title – Bruce Dickinson, Iron Maiden[13]

Butanan Institute Sao Paulo
- 2019: Extraordinarius brucedickinsoni – Nowy gatunek brazylijskiego pająka. Nazwa zainspirowana nazwiskiem wokalisty Iron Maiden[14]

CAERDAV
- 2018: Prezes i Współwłaściciel – Bruce Dickinson (Iron Maiden)[15]

El Salvador Ministry of Tourism
- 2016: Honorary Visitors of the Country Award – Dickinson jako członek Iron Maiden[16]

Festiwal Filmowy w Sarajewie
- 2016: Human Rights Award – Scream For Me, Sarajevo, Bruce Dickinson (Iron Maiden)[17]
- 2016: Special Jury Prize – Scream For Me, Sarajevo, Bruce Dickinson (Iron Maiden)[17]
- 2016: Audience Award – Scream For Me, Sarajevo, Bruce Dickinson (Iron Maiden)[17]
- 2017: Official Competition Award – Scream For Me, Sarajevo, Bruce Dickinson (Iron Maiden)[17]

Golden Raspberry Award
- 1989: The Worst Original Song – Bring Your Daughter to... the Slaughter, Bruce Dickinson (autor)[18]

Gryka kalifornijska im. wokalisty Iron Maiden
- 2018: Eriogonum fasciculatum „Bruce Dickinson”[19]

Hollywood’s RockWalk
- 2005: RockWalk of Fame Inductee – Bruce Dickinson jako członek Iron Maiden[20]

Honorowy Obywatel Miasta Kurytyba
- 2024: Bruce Dickinson (Iron Maiden)[21]

Honorowy Obywatel Sarajewa
- 2018: Bruce Dickinson (Iron Maiden)[22]

Intelligent Life Magazine
- 2009: Polymath Title – Bruce Dickinson (Iron Maiden)[23][24]

Kart Races Sao Paulo:
- 2023: Gold Medal Winner – Bruce Dickinson (Iron Maiden)[25]

Matwatches France
- 2020: Ambasador – Bruce Dickinson (Iron Maiden)[26]

Nagroda Kongresu Argentyńskiego
- 2019: Relief Salon De Los Pasos Perdidos – Nagroda państwowa dla poszczególnych muzyków Iron Maiden za wkład w rozwój kultury i muzyki kraju. Po raz pierwszy przyznana artyście zagranicznemu[27]

Offiziellen Deutschen Charts Award (skrót #1 Award od 2016):
- 2024: #1 Award – The Mandrake Project, Bruce Dickinson[28]

QMUL Engagement and Enterprise Award
- 2017: Dr Hamit Soyel – Nagroda im. Bruce’a Dickinsona dla akademickiego przedsiębiorcy roku[29]

R’N’R HALL of FAME
- 2017: Heavy Metal Permanent Exhibition – Bruce Dickinson’s electrick jacket „Somewhere in Time Tour 1986/87”, Iron Maiden

Rhode Island International Film Festival
- 2017: Official Docummentary Award – Scream For Me, Sarajevo, Bruce Dickinson (Iron Maiden)[17]

Robinsons Brewery Award
- 2015: Golden Disc in Recognize of 10 MLN Sales – Bruce Dickinson & Iron Maiden[30]
- 2021: Recognize of 30 MLN Sales – Bruce Dickinson & Iron Maiden[31]

Rock Aid Armenia
- 1990: First Charity Gold Record Award & Pledge – Bruce Dickinson, Nicko McBrain, Steve Harris (Iron Maiden)[32]

Royal Air Force (RAF UK)
- 2020: Honorowy Pułkownik RAF – Bruce Dickinson (Iron Maiden)[33]

Royal Mail Honors
- 2023: Znaczki i karty pocztowe dedykowane największym legendom rocka – Iron Maiden, Dickinson jako frontman[34]

Sao Paulo International Airport
- 2009: Honorary Capitan Title – Bruce Dickinson, Iron Maiden[35]

TAM Museu
- 2011: Official Title Comandante Do Metal Bruce Dickinson (Iron Maiden)[36]

The Sixth April Award
- 2019: Heroe of the Sarajevo – Bruce Dickinson (Iron Maiden)[37]

Tuzla Film Festival
- 2017: Best Docummentary – Scream For Me, Sarajevo, Bruce Dickinson (Iron Maiden)[17]

UK British Fencing Veterans
- 2022: Official Member of BFV – Bruce Dickinson[38]

UK’s National Fencing Team
- 1987: National Team Member – Bruce Dickinson (Iron Maiden) #7

University of Helsinki
- 2019: Honorary Doctor of Philosophy (PhD HC) – Bruce Dickinson (Iron Maiden)[39]

University of Queen Mary
- 1981: Master’s Degree in History – Bruce Dickinson (Iron Maiden)[40]
- 2011: Honorary Doctor of Music (DMA HC) – Bruce Dickinson (Iron Maiden)[40]

Universidad Católica del Ecuador:
- 2024: Nowy Gatunek Jaszczurek Amazońskich – Enyalioides Dickinsoni[41]

Uniwersytet Federalny do Triângulo
- 2019: Wenezuelska Odmiana Porostów im. Bruce’a Dickinsona – Clusia dickinsoniana J.E. Nascim[42]

## Książki Bruce’a Dickinsona
- Przygody Lorda Ślizgacza (The Adventures of Lord Iffy Boatrace – 1990, wyd. polskie 1992)
- Pozycja na misjonarza (The Missionary Position (1992))
- Bruce Dickinson. Autobiografia (What Does This Button Do? (2017))

## Dyskografia
| Rok                            | Tytuł                                                                            | Pozycja na liście | Pozycja na liście | Pozycja na liście | Pozycja na liście | Pozycja na liście | Pozycja na liście | Pozycja na liście | Pozycja na liście | Pozycja na liście | Pozycja na liście | Pozycja na liście | Pozycja na liście |
| Rok                            | Tytuł                                                                            | FRA               | AUT               | CHE               | USA               | DEU               | SWE               | FIN               | JPN               | NLD               | GBR               | POL               |                   |
| ------------------------------ | -------------------------------------------------------------------------------- | ----------------- | ----------------- | ----------------- | ----------------- | ----------------- | ----------------- | ----------------- | ----------------- | ----------------- | ----------------- | ----------------- | ----------------- |
| 1990                           | Tattooed Millionaire - Data: 8 maja 1990 - Wydawca: EMI                          | –                 | –                 | 35                | 100               | –                 | 33                | –                 | –                 | –                 | 14                | –                 |                   |
| 1994                           | Balls to Picasso - Data: 3 czerwca 1994 - Wydawca: EMI                           | –                 | 26                | 29                | 185               | 46                | 8                 | 25                | –                 | 82                | 21                | –                 |                   |
| 1996                           | Skunkworks - Data: 19 lutego 1996 - Wydawca: Raw Power                           | –                 | –                 | –                 | –                 | –                 | 40                | 14                | 69                | –                 | 41                | –                 |                   |
| 1997                           | Accident of Birth - Data: 3 czerwca 1997 - Wydawca: CMC International            | –                 | –                 | –                 | –                 | 52                | 46                | 13                | 30                | 93                | 53                | –                 |                   |
| 1998                           | The Chemical Wedding - Data: 15 września 1998 - Wydawca: Air Raid                | –                 | –                 | –                 | –                 | 41                | 31                | 22                | 64                | –                 | 55                | –                 |                   |
| 1999                           | Scream for Me Brazil - Data: 2 października 1999 - Wydawca: Sanctuary Records    | –                 | –                 | –                 | –                 | –                 | –                 | –                 | –                 | –                 | –                 | –                 |                   |
| 2001                           | The Best of Bruce Dickinson - Data: 24 września 2001 - Wydawca: Metal-Is Records | –                 | –                 | –                 | –                 | 72                | 42                | 6                 | –                 | –                 | –                 | –                 |                   |
| 2005                           | Tyranny of Souls - Data: 24 maja 2005 - Wydawca: Mayan Records                   | 101               | 58                | 73                | 180               | 39                | 10                | 10                | 75                | 96                | 50                | 17                |                   |
| 2024                           | The Mandrake Project - Data: 1 marca 2024 - Wydawca: BMG Records                 | 10                | 1                 | 2                 | 176               | 1                 | 1                 | 2                 | –                 | 6                 | 3                 | 2                 |                   |
| „–” pozycja nie była notowana. |                                                                                  |                   |                   |                   |                   |                   |                   |                   |                   |                   |                   |                   |                   |

| Rok  | Tytuł                                  | Utwór                                     |
| ---- | -------------------------------------- | ----------------------------------------- |
| 1989 | Koszmar z ulicy Wiązów 5: Dziecko snów | - „Bring Your Daughter… to the Slaughter” |
| 1997 | Jaś Fasola: Nadciąga totalny kataklizm | - „(I Want to Be) Elected”                |
| 1998 | Narzeczona Laleczki Chucky             | - „Trumpets of Jericho”                   |

| Rok  | Tytuł                                                      | Utwór                      |
| ---- | ---------------------------------------------------------- | -------------------------- |
| 1989 | Rock aid Armenia: The Earthquake Album                     | - „Smoke on the Water”     |
| 1994 | Nativity In Black: A Tribute to Black Sabbath              | - „Sabbath Bloody Sabbath” |
| 1998 | Extreme Championship Wrestling Compilation – Extreme Music | - „The Zoo”                |
| 1998 | Humanary Stew: A tribute to Alice Cooper                   | - „Black Widow”            |

| 1989                           | „Bring Your Daughter...to the Slaughter” | –  | Koszmar z ulicy Wiązów 5: Dziecko snów |
| 1990                           | „Zulu Lulu Single”                       | –  | Tattooed Millionaire                   |
| 1990                           | „Tattooed Millionaire”                   | 18 | Tattooed Millionaire                   |
| 1990                           | „All the Young Dudes”                    | 23 | Tattooed Millionaire                   |
| 1990                           | „Dive Dive Dive”                         | –  | Tattooed Millionaire                   |
| 1990                           | „Born in 58"                             | –  | –                                      |
| 1994                           | „Cyclops”                                | –  | Balls to Picasso                       |
| 1994                           | „Tears of the Dragon”                    | 28 | Balls to Picasso                       |
| 1994                           | „Shoot All the Clowns”                   | 37 | Balls to Picasso                       |
| 1995                           | „Sacred Cowboys”                         | –  | Balls to Picasso                       |
| 1996                           | „Inertia”                                | –  | Skunkworks                             |
| 1996                           | „Back from the Edge”                     | 68 | Skunkworks                             |
| 1996                           | „Solar Confinement”                      | –  | Skunkworks                             |
| 1997                           | „Accident of Birth”                      | 54 | Accident of Birth                      |
| 1997                           | „Man of Sorrows”                         | –  | Accident of Birth                      |
| 1998                           | „Killing Floor”                          | –  | The Chemical Wedding                   |
| 2001                           | „Broken”                                 | –  | The Best of Bruce Dickinson            |
| 2005                           | „Abduction”                              | –  | Tyranny of Souls                       |
| „–” pozycja nie była notowana. |                                          |    |                                        |

| Rok  | Tytuł                                                                  |
| ---- | ---------------------------------------------------------------------- |
| 1979 | Samson – Survivors                                                     |
| 1980 | Speed – Man in the Street                                              |
| 1981 | Samson – Shock Tactics                                                 |
| 1998 | Samson – Head On                                                       |
| 1984 | Xero – Cutting Loose (EP) (gościnnie)                                  |
| 1990 | Rock Aid Armenia – Smoke on the Water                                  |
| 1990 | Samson – Live at Reading 1981                                          |
| 1994 | Godspeed – Sabbath Bloody Sabbath                                      |
| 2000 | Ayreon – Universal Migrator Part 2: Flight of the Migrator (gościnnie) |
| 2000 | Halford – Resurrection (gościnnie)                                     |
| 2001 | Halford – Live Insurrection (gościnnie)                                |
| 2005 | Tribuzy – Execution (gościnnie)                                        |
| 2007 | Tribuzy – Execution Live Reunion (gościnnie)                           |

## Filmografia
- Metal: A Headbanger’s Journey (2005, film dokumentalny, reżyseria: Sam Dunn, Scot McFayden)[54]
- Global Metal (2008, film dokumentalny, reżyseria: Sam Dunn, Scot McFadyen)[55]
- Heavy Metal Britannia (2010, film dokumentalny, reżyseria: Chris Rodley)[56]